# Bernhard Zintl
Bernhard Friedrich Zintl (* 16. Juni 1965 in München) ist ein ehemaliger deutscher Stabhochspringer.
Bernhard Zintl kam als Sohn des Extrembergsteigers Friedrich Zintl zur Welt. 1982 war er Jugendhallenmeister, 1983 gewann er die deutschen Jugendtitel in der Halle und draußen. Von 1986 bis 1988 belegte er bei den deutschen Freiluftmeisterschaften den zweiten Platz hinter Władysław Kozakiewicz, von 1989 bis 1991 gewann er den Titel. In der Halle belegte Zintl 1986 den dritten Platz und gewann den Titel von 1987 bis 1991 und dann noch einmal 1993.
Zintl nahm an den Europameisterschaften 1986 und 1990 sowie an den Weltmeisterschaften 1987 und 1991 teil, erreichte aber lediglich 1991 den Endkampf und belegte mit 5,50 m den neunten Platz. Seine Freiluftbestleistung von 5,65 m stellte Zintl am 26. August 1989 in Duisburg auf, als er die Universiade gewann.
In der Halle erreichte Zintl den Endkampf bei den Hallenweltmeisterschaften 1989 und 1991: 1989 belegte er mit 5,60 m den fünften Platz, 1991 war er Achter mit 5,50 m. Bei den Halleneuropameisterschaften 1987 erreichte er mit 5,30 m den 14. Platz, 1988 war er Siebter mit 5,50 m und 1989 Vierter mit 5,60 m.
Zintl begann seine Karriere 1980 beim USC München. 1987 und 1988 startete er für die LG München, 1989 und 1990 für die LG Olympiapark München. 1991 und 1992 war er beim TSV München 1860, ab 1993 startete er für die neu gebildete Startgemeinschaft aus Quelle Fürth und München 1860 LAC Quelle.
Bernhard Zintl wuchs in Eichenau auf. Er promovierte 1998 und ist als Anästhesiologe in München tätig.